# Montvalezan
Pour l’article homonyme, voir Mont Valezan.
Montvalezan est une commune française située dans le département de la Savoie, en région Auvergne-Rhône-Alpes.

## Géographie
La commune est située dans la montée du col du Petit-Saint-Bernard, à 5 km à l'est de Bourg-Saint-Maurice. Le village se trouve à 1 155 m d'altitude, situé sur la rive droite de l'Isère. Il est également traversé par la route départementale D84.
Le territoire communal s'étage entre le lit de l'Isère au sud-est jusqu'aux sommets du massif des Alpes grées à la frontière franco-italienne au nord-est. Le point le plus élevé de la commune est représenté par la pointe de la Louïe Blanche (2 939 mètres) ; les autres sommets sont le mont Valezan (2 891 mètres), la pointe Rousse (2 806 mètres) ou encore la pointe des Couloureuses (2 678 mètres).

### Climat
Pour des articles plus généraux, voir Climat d'Auvergne-Rhône-Alpes et Climat de la Savoie.
En 2010, le climat de la commune est de type climat de montagne, selon une étude du Centre national de la recherche scientifique s'appuyant sur une série de données couvrant la période 1971-2000. En 2020, Météo-France publie une typologie des climats de la France métropolitaine dans laquelle la commune est exposée à un climat de montagne ou de marges de montagne et est dans la région climatique Alpes du nord, caractérisée par une pluviométrie annuelle de 1 200 à 1 500 mm, irrégulièrement répartie en été.
Pour la période 1971-2000, la température annuelle moyenne est de 7,7 °C, avec une amplitude thermique annuelle de 17,7 °C. Le cumul annuel moyen de précipitations est de 1 072 mm, avec 9,4 jours de précipitations en janvier et 9,5 jours en juillet. Pour la période 1991-2020, la température moyenne annuelle observée sur la station météorologique de Météo-France la plus proche, « Bourg-Saint-Maurice », sur la commune de Bourg-Saint-Maurice à 6 km à vol d'oiseau, est de 10,5 °C et le cumul annuel moyen de précipitations est de 975,6 mm,. Pour l'avenir, les paramètres climatiques de la commune estimés pour 2050 selon différents scénarios d'émission de gaz à effet de serre sont consultables sur un site dédié publié par Météo-France en novembre 2022.

### Communes limitrophes
|      |             | La Thuile Italie      |
| Séez | Montvalezan |                       |
|      | Villaroger  | Sainte-Foy-Tarentaise |

## Urbanisme

### Typologie
Au 1er janvier 2024, Montvalezan est catégorisée commune rurale à habitat dispersé, selon la nouvelle grille communale de densité à sept niveaux définie par l'Insee en 2022.
Elle est située hors unité urbaine. Par ailleurs la commune fait partie de l'aire d'attraction de Bourg-Saint-Maurice, dont elle est une commune de la couronne,. Cette aire, qui regroupe 9 communes, est catégorisée dans les aires de moins de 50 000 habitants,.

### Occupation des sols
L'occupation des sols de la commune, telle qu'elle ressort de la base de données européenne d’occupation biophysique des sols Corine Land Cover (CLC), est marquée par l'importance des forêts et milieux semi-naturels (89 % en 2018), en diminution par rapport à 1990 (90,8 %). La répartition détaillée en 2018 est la suivante : 
espaces ouverts, sans ou avec peu de végétation (37 %), milieux à végétation arbustive et/ou herbacée (35,1 %), forêts (16,9 %), zones agricoles hétérogènes (7,3 %), zones urbanisées (1,6 %), espaces verts artificialisés, non agricoles (1,1 %), prairies (1 %).
L'IGN met par ailleurs à disposition un outil en ligne permettant de comparer l’évolution dans le temps de l’occupation des sols de la commune (ou de territoires à des échelles différentes). Plusieurs époques sont accessibles sous forme de cartes ou photos aériennes : la carte de Cassini (XVIIIe siècle), la carte d'état-major (1820-1866) et la période actuelle (1950 à aujourd'hui).

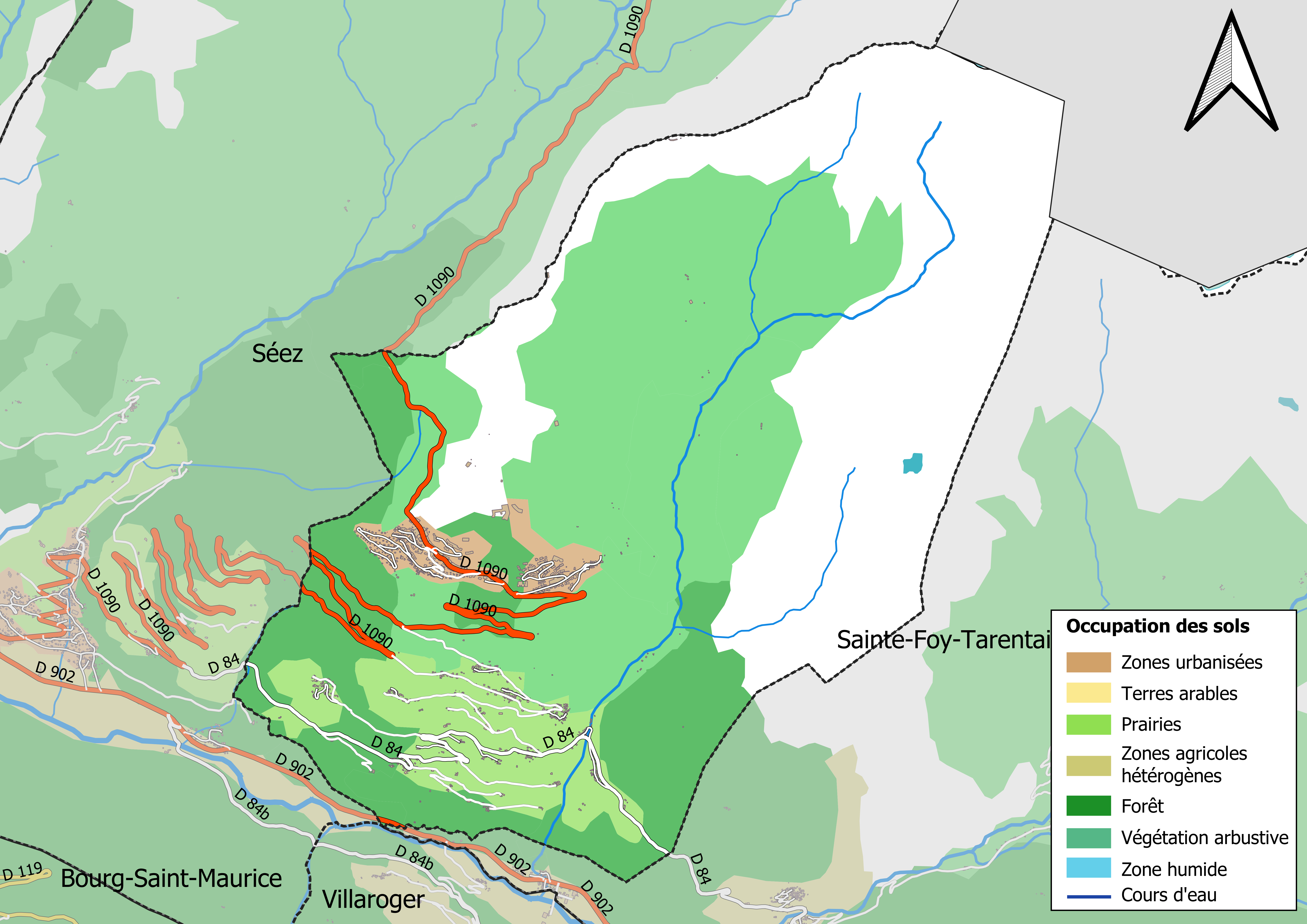
Carte des infrastructures et de l'occupation des sols en 2018 (CLC) de la commune.
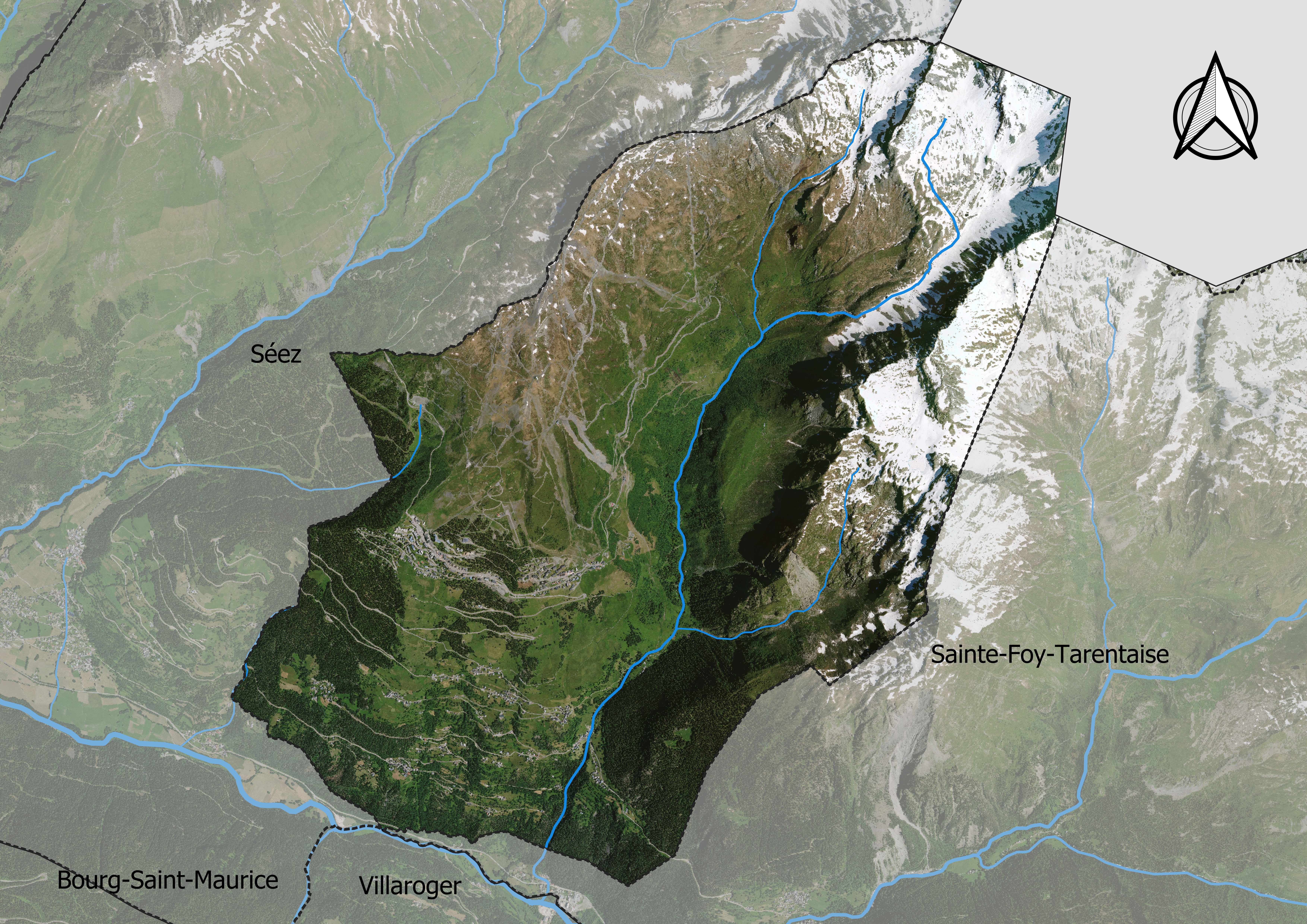
Carte orthophotogrammétrique de la commune.

## Toponymie
Les premières mentions du village remontent à la fin du XIIe siècle et surtout au siècle suivant, avec les formes Ecclesia de Montvalesano (1184), Capella Sti Johannis de Monte Valesan (1226) et Parrochia Sti Johannis de Montis Valesani (1246) ou encore Ecclesia de Mont Vallezan (1256). On trouve également Ecclesia de Monte Vallezano, au cours du XIVe siècle.
Pour Gros, il est possible qu'un habitant du Valais ait émigré dans la vallée et qu'il soit à l'origine de la paroisse.
En francoprovençal, le nom de la commune s'écrit Molèzan, selon la graphie de Conflans.

## Politique et administration
La commune fait partie de la maison de l'intercommunalité de Haute-Tarentaise dont le siège se trouve dans la ville voisine de Séez.

### Tendances politiques
Élections présidentielles, résultats des deuxièmes tours :
- élection présidentielle de 2007 : 75,27 % pour Nicolas Sarkozy (UMP), 24,73 % pour Ségolène Royal (PS), 84,63 % de participation.
- élection présidentielle de 2002 : 91,15 % pour Jacques Chirac (RPR), 8,85 % pour Jean-Marie Le Pen (FN), 77,82 % de participation.

Élections législatives, résultats des deuxièmes tours :
- élections législatives de 2007 : 74,06 % pour Hervé Gaymard (UMP), 10,34 % pour André Vairetto (PS), 57,83 % de participation.
- élections législatives de 2002 :  56,41 % pour Hervé Gaymard (UMP), 10,92 % pour André Vairetto (PS), 59,08 % de participation.

Élections européennes, résultats des deux meilleurs scores :
- élections européennes de 2004 : 12,63 % pour Michel Rocard (PS), 43,43 % pour Françoise Grossetete (UMP), 38,81 % de participation.
- élections européennes de 1999 : 28,19 % pour Nicolas Sarkozy (UMP), 17,02 % pour Charles Pasqua (RPF), 38,29 % de participation.

Élections régionales, résultats des deux meilleurs scores :
- élections régionales de 2004 : 67,69 % pour Anne-Marie Comparini (UMP), 25,85 % pour Jean-Jack Queyranne (PS), 58,05 % de participation.

Élections cantonales, résultats des deuxièmes tours :
- élections cantonales de 2004 : 35,31 % Damien Perry (DVG), 64,69 % pour Jacqueline Poletti (DVD), 58,05 % de participation.

Élections municipales, résultats des deuxièmes tours :
- élections municipales de 2008 : 100 % pour Jean-Claude Fraissard (SE), 68,00 % de participation.
- élections municipales de 2001 : - % pour -, - % de participation.

Élections référendaires :
- Référendum de 2005 relatif au traité établissant une Constitution pour l'Europe : 72,87 % pour le Oui, 27,13 % pour le Non, 60,94 % de participation.

### Administration municipale
Le conseil municipal de Montvalezan est composé d'un maire et de 14 conseillers municipaux.
Voici ci-dessous le partage des sièges au sein du conseil municipal de Montvalezan :

### Liste des maires
Liste de l'ensemble des maires qui se sont succédé à la mairie de Montvalezan :
| Période                                  | Période  | Identité              | Étiquette | Qualité |
| ---------------------------------------- | -------- | --------------------- | --------- | ------- |
| avant 1981                               | ?        | Jean-Pierre Aubonnet  |           |         |
| 2001                                     | En cours | Jean-Claude Fraissard | SE        | ...     |
| Les données manquantes sont à compléter. |          |                       |           |         |

## Démographie
L'évolution du nombre d'habitants est connue à travers les recensements de la population effectués dans la commune depuis 1793. Pour les communes de moins de 10 000 habitants, une enquête de recensement portant sur toute la population est réalisée tous les cinq ans, les populations de référence des années intermédiaires étant quant à elles estimées par interpolation ou extrapolation. Pour la commune, le premier recensement exhaustif entrant dans le cadre du nouveau dispositif a été réalisé en 2005.

En 2022, la commune comptait 729 habitants, en évolution de +6,11 % par rapport à 2016 (Savoie : +3,63 %, France hors Mayotte : +2,11 %).
| 1793 | 1800 | 1806 | 1822 | 1838 | 1848 | 1858 | 1861 | 1866 |
| ---- | ---- | ---- | ---- | ---- | ---- | ---- | ---- | ---- |
| 693  | 618  | 701  | 750  | 746  | 578  | 588  | 621  | 593  |

| 1872 | 1876 | 1881 | 1886 | 1891 | 1896 | 1901 | 1906 | 1911 |
| ---- | ---- | ---- | ---- | ---- | ---- | ---- | ---- | ---- |
| 585  | 573  | 594  | 566  | 547  | 563  | 565  | 532  | 528  |

| 1921 | 1926 | 1931 | 1936 | 1946 | 1954 | 1962 | 1968 | 1975 |
| ---- | ---- | ---- | ---- | ---- | ---- | ---- | ---- | ---- |
| 485  | 451  | 454  | 466  | 409  | 443  | 462  | 464  | 459  |

| 1982 | 1990 | 1999 | 2005 | 2006 | 2010 | 2015 | 2020 | 2022 |
| ---- | ---- | ---- | ---- | ---- | ---- | ---- | ---- | ---- |
| 503  | 554  | 582  | 627  | 644  | 676  | 695  | 718  | 729  |

## Culture locale et patrimoine

### Lieux et monuments
- Église Saint-Jean-Baptiste (XVIIe siècle)[18].
- Tour de Montvalezan-sur-Séez[19]
- Station de ski de La Rosière.
- Stèle à la mémoire des Morts pour la France, se trouvant à la sortie de la Rosière à Montvalezan, sur la route du col du Petit Saint-Bernard. Joseph, Maurice Fraissard, sous-lieutenant FFI qui commandait à partir du 6 juin 1944 la section d'Arêches de la compagnie Lavallée, bataillon Bulle, section d'élite qu'il avait organisée et instruite dans la clandestinité, est mort pour la France lors de l'attaque de la pointe du Clapet, près du col du Petit Saint-Bernard, le 11 septembre 1944[20],[21].

### Personnalités liées à la commune
- Joël Chenal, skieur médaillé d'argent aux Jeux olympiques de Turin 2006, résidant sur la commune de Montvalezan.
- Jacques Poupon, abbé, bienfaiteur et humanitaire.